# اوون تیال
اوون تیال (انگلیسی: Owen Teale؛ زاده ۲۰ مهٔ ۱۹۶۱) یک هنرپیشه اهل ولز است.
از فیلم‌ها و سریال‌های او می‌توان به رابین هود، هاک، بسیار عالی، توطئه، رودخانه و کشف جادوگران اشاره کرد.